# 훈몽재 유지
훈몽재 유지(訓蒙齋 遺址)는 조선 중기의 문신이자 성리학자인 하서 김인후의 교육에 관련된 유적지이다. 대한민국 전북특별자치도 순창군 쌍치면 둔전2길 83에 있다. 2012년 11월 2일 전라북도 문화재자료 제189호로 지정되었다.

## 개요

### 김인후 생애
하서 김인후는 조선 중기 대표적 성리학자로 1510년 전라도 장성현 대맥동에서 출생하였다. 1531년 사마시에 합격하고, 이후 성균관에 입학하여 퇴계 이황을 만나 교우 관계를 맺고 함께 학문을 닦았다. 1540년 문과에 급제하여 권지승문원 부정자에 등용되었다. 1541년 호당에 들어가 사가독서하였다. 이후 홍문관 저작이 되었다.
1543년 홍문관 박사 겸 세자시강원 설서가 되어 당시 세자이던 인종을 가르쳤다. 이후 홍문관 부수찬 겸 경연 검토관이 되어 기묘사화 때 죽임을 당한 기묘명현의 신원 복원을 문신으로서 처음 개진하였다. 그러나 기묘명현의 신원 복원의 뜻을 이루지 못하자 이 같은 상황을 견딜 수 없어 하며 연로하신 부모 봉양의 걸양을 청하여 그해 겨울 12월 고향과 가까운 옥과 현감에 제수되었다.
1545년 인종이 즉위한 후 8개월 만에 갑자기 승하하자, 이에 충격을 받아 심장병이 발작하여 정신을 잃고 쓰러졌다가 이내 소생하여 사직하고 고향 장성으로 돌아와 후학 양성과 성리학 연구에 진력하여 조선 성리학 발전에 크게 기여했다.

### 훈몽재
1545년(명종 즉위년) 문정왕후를 위시한 집권 세력이 을사사화를 이르키자 이를 피해 1548년(명종 3) 봄 부모님을 모시고 처향(妻鄕)인 순창 점암촌(鮎巖村)에 우거하며, 점암 천변 위에 초당을 짓고 훈몽(訓蒙)이라 편액을 걸고 제자들과 더불어 강학하며 노닐고 쉬곤하며 유유히 속세를 벗어난 생각을 가졌던 곳이다.
동쪽 추령천변에는 반반한 바위가 있어 능히 수십 인이 앉을 만 하는데, 이곳에서 제자들인 월계 조희문, 고암 양자징, 호암 변성온, 금강 기효간 등과 더불어 《대학》을 강론 하였는데 바위 이름을 대학암(大學巖)이라 한다. 바위에는 훗날 송강 정철이 전라도 관찰사로 부임하여 친필로 쓴 『大學巖』이 각자 되어 있다. 또 상류에는 낙덕암(樂德巖)이 있는데 이곳 역시 선생이 쉬고 노닐며 강송(講誦)하던 곳이다. 
이와 같이 하서 김인후는 자연에 귀의하여 모든 것을 버리고 체념한 체 시와 술을 벗 삼아 유유자적 세월을 보냈는데 마음은 오히려 태평스러웠다. 이러한 마음을 표현한 시(詩)가 『자연가』이다.
 청산도 절로 절로, 녹수도 절로 절로.
 산도 절로 물도 절로하니, 산수간 나도 절로.
 아마도 절로 삼긴 인생이라, 절로 절로 늙사오리.

1549년 봄 2월 《대학강의》 발문을 짓고, 추만 정지운의 《천명도》를 얻어 보고 이를 대폭 수정 보완해 인성의 본질을 파헤치는 탁견을 제시한 《천명도》를 저술하고, 여름과 가을에 성균관 전적에 제수 되었으나 나아가지 않았다. 
10월에 부친 참봉공 상을 당하여 고향 장성 맥동 본가로 돌아갔다. 12월에 맥동 본가 서쪽 원당산에 부친 참봉공을 반장(返葬)하고 재실 당호를 담재(湛齋)라 편액하고 이를 자호(自號)로 하였다.

## 복원 사업
훈몽재는 임진왜란 때 소실되었으나, 5대손인 김시서가 장성에서 이곳에 이사하여 선조 하서 김인후의 유업을 계승하고자 1680년경 원래의 터 인근에 자연당(自然堂) 이라는 이름으로 복원하여 여러 명사들과 교유하였다.
세월이 흘러 퇴락하자 후손과 순창 유림들의 공의로 사우 건립을 도모하여 1831년(순조 31) 어암서원을 건립하고, 하서 김인후를 주향으로 율곡 이이, 송강 정철, 자연당 김시서를 종향하였다. 이후 1864년(고종 1) 흥선 대원군의 서원 철폐령때 훼철 되었다가, 일제 강점기에 중건되었으나, 1951년 한국전쟁으로 다시 소실되었다.
2003년 강인형 순창군수가 하서 김인후 선생의 업적과 정신을 후세에 전승 발전시키며 나아가 그 역사적 가치를 재조명하고 관광자원화 하고자 「훈몽재 복원사업」을 추진하여, 이 지역 출신이자 후손인 백은(栢隱) 김상열(金相烈)이 거액을 들여 「훈몽재 유지」로 추정되는 부지를 매입 순창군에 기부하여 6년에 걸쳐 2009년 훈몽재를 중건하였다. 부속 건물로는 자연당, 양정관, 삼연정, 양생당이 있다.
2011년 1월부터 유학자 고당(古堂) 김충호(金忠浩)가 훈몽재 산장을 맡아 운영해 오다가, 2024년부터 서예가 지암(止菴) 류승훈(柳昇勳)이 훈장을 맡아 운영하고 있다. 훈몽재에서는 예절 교육 및 한학 등을 가르치는 프로그램을 진행하고 있으며, 더불어 숙박 공간을 조성하여 아이들과 함께 방문하기 좋은 환경을 갖추고 있다. 또 2013년에는 수강생들의 편의를 제공하기 위해 집합 교육시설과 취사장을 갖춘 양생당도 건립했다.

## 역사적 가치
조선 중기 우리나라 성리학을 이끌어간 대표적인 학자인 하서 김인후의 교육에 관련된 유적지로서, 전북 지역 유학 발달사에 있어서 중요한 학술적 가치가 있다.

## 같이 보기
- 김인후
- 장성 필암서원
- 낙덕정
- 순창 어암서원[10]

## 참고 자료
- 훈몽재 유지 - 국가유산청 국가유산포털